# Ременівська сільська рада
| Ременівська сільська рада — орган місцевого самоврядування у Кам'янка-Бузькому районі Львівської області з адміністративним центром у с. Ременів. Історична дата утворення: в 1939 році. Водоймища на території, підпорядкованій даній раді: річка Думна. Сільській раді підпорядковані населені пункти: - с. Ременів - с. Вислобоки |

## Склад ради
Рада складається з 16 депутатів та голови.

### Керівний склад ради
| ПІБ                         | Основні відомості                                                                     | Дата обрання | Дата звільнення |
| --------------------------- | ------------------------------------------------------------------------------------- | ------------ | --------------- |
| Лаврентієв Роман Степанович | Сільський голова, 1971 року народження, освіта                                        | 26.03.2006   | 31.10.2010      |
| Лаврентієв Роман Степанович | Сільський голова, 1971 року народження, освіта, член політичної партії «Наша Україна» | 31.10.2010   |                 |

Примітка: таблиця складена за даними джерела